# Коблов, Сергей Константинович

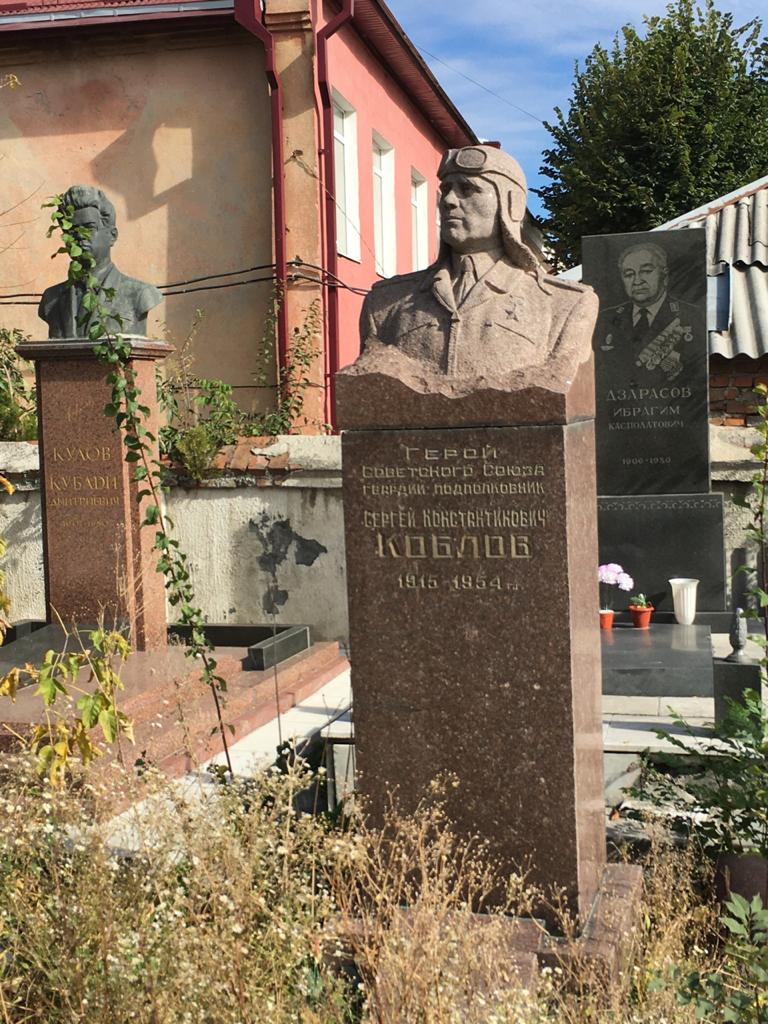
Могила Сергея Константиновича Коблова в ограде Осетинской церкви. Памятник культурного наследия федерального значения

Серге́й Константи́нович Ко́блов (1915—1954) — подполковник Советской Армии, участник Великой Отечественной войны, Герой Советского Союза (1943).

## Биография
Сергей Коблов родился  22 ноября 1915 года в селе Коби (ныне — Казбегский муниципалитет Грузии). Окончил 7 классов школы и Батайскую авиационную школу Гражданского воздушного флота. В 1941 году Коблов был призван на службу в Рабоче-Крестьянскую Красную Армию. В том же году он окончил курсы командиров звеньев. С августа 1941 года — на фронтах Великой Отечественной войны.
К сентябрю 1942 года старший лейтенант Сергей Коблов командовал звеном 182-го истребительного авиаполка 105-й истребительной авиадивизии ПВО СССР. К тому времени он принял участие в 17 воздушных боях, сбив 9 вражеских самолётов.
Указом Президиума Верховного Совета СССР от 14 февраля 1943 года за «образцовое выполнение боевых заданий командования на фронте борьбы с немецкими захватчиками и проявленные при этом мужество и героизм» старший лейтенант Сергей Коблов был удостоен высокого звания Героя Советского Союза с вручением ордена Ленина и медали «Золотая Звезда» за номером 701.
В период с 16 августа 1944 года по 25 октября 1945 года командовал 787-м истребительным авиационным полком 125-й истребительной авиационной дивизии ПВО.
Всего же за время своего участия в боях Коблов сбил 27 самолётов противника, больше половины из которых — тяжёлые бомбардировщики. После окончания войны он продолжил службу в Советской Армии. В 1947 году он окончил Высшие курсы усовершенствования офицерского состава. Трагически погиб в авиакатастрофе 17 июня 1954 года. Похоронен в Пантеоне во Владикавказе.

## Награды
Был также награждён орденом Красного Знамени и рядом медалей.

## Память
В честь Коблова названы улицы во Владикавказе и Цхинвале, установлен бюст в селе Коби с надписью «От колхозников села Коби».